# Список генерал-губернаторов Канады
Список генерал-губернаторов Канады включает лиц, получивших назначение на пост генерал-губернатора и главнокомандующего Канады (англ. Governor General and Commander-in-Chief of Canada, фр. Gouverneure générale et Commandante en chef du Canada; полуофициально — генерал-губернатор Канады (англ. Governor General of Canada, фр. Gouverneure générale du Canada), начиная со времени вступления в силу 1 июля 1867 года оформившего создание Доминиона Акта о Британской Северной Америке, а также лиц, являвшихся администраторами правительства, замещавшими пост генерал-губернатора с момента его смерти, отставки или отбытия из страны, до назначения нового лица на вакантный пост.
Согласно конституции, генерал-губернатор назначается монархом Канады и является его представителем на территории страны. При вступления на трон 8 сентября 2022 года Карла III им был принят титул Милостью Божьей, Соединённого Королевства, Канады и других его королевств и территорий король, глава Содружества, защитник веры (англ. By the Grace of God of the United Kingdom, Canada and His other Realms and Territories King, Head of the Commonwealth, Defender of the Faith, фр. Par la Grâce de Dieu, Roi du Royaume-Uni, du Canada et de ses autres royaumes et territoires, Chef du Commonwealth, Défenseur de la Foi). На практике выбор генерал-губернатора является прерогативой премьер-министра Канады, проводящего необходимые консультации. Конституция предоставляет генерал-губернатору значительные права, но обычно он выполняет представительские и церемониальные функции и ограничивается подачей мнения при обсуждении важнейших для страны решений. Осуществляя назначение премьер-министра, он формально одобряет предложенную ему парламентом кандидатуру. К полномочиям генерал-губернатора относится назначение министров, судей и послов, приём верительных грамот послов других государств, предоставление королевского согласия на принятие парламентом законов, награждение канадцев, осуществление государственных визитов в другие страны. Официальной резиденцией генерал-губернатора является Дом правительства в Оттаве (Онтарио).

## Список
Курсивом и серым цветом выделены даты начала и окончания полномочий администраторов правительства, замещавших генерал-губернаторов с момента их отбытия из страны до формального сложения полномочий в пользу новых лиц, назначенных на вакантный пост, а также в период неспособности представлять монарха по состоянию здоровья.
|        | Портрет        | Имя (годы жизни) | Полномочия       | Полномочия       | Монарх       | Пр.    |
| Начало | Портрет        | Имя (годы жизни) | Окончание        |                  | Монарх       | Пр.    |
| ------ | -------------- | --- | ---------------- | ---------------- | ------------ | ------ |
| 1      |                | Чарльз Стэнли Монк, 1-й барон Монк (1819—1894) англ. Charles Stanley Monck, 1st Baron Monck                                                                                                 | 1 июля 1867      | 2 февраля 1869   | Виктория     | [ 4 ]  |
| и. о.  |                | Сэр Чарльз Эш Уиндем (1810—1870) англ. Charles Ash Windham | 14 ноября 1868   | 1 декабря 1868   | Виктория     | [ 5 ]  |
| и. о.  |                | Сэр Джон Янг, 1-й барон Лисгар (1807—1876) англ. John Young, 1st Baron Lisgar | 1 декабря 1868   | 2 февраля 1869   | Виктория     | [ 6 ]  |
| 2      | 2 февраля 1869 | Сэр Джон Янг, 1-й барон Лисгар (1807—1876) англ. John Young, 1st Baron Lisgar | 25 июня 1872     |                  | Виктория     | [ 6 ]  |
| и. о.  |                | Сэр Чарльз Гастингс Дойл (1804—1883) англ. Charles Hastings Doyle | 22 июня 1872     | 25 июня 1872     | Виктория     | [ 7 ]  |
| 3      |                | Фредерик Темпл Гамильтон-Темпл-Блэквуд, 1-й граф Дафферин, 1-й виконт Кландебой (1826—1902) англ. Frederick Temple Hamilton-Temple-Blackwood, 1st Earl of Dufferin, 1st Viscount Clandeboye | 25 июня 1872     | 25 ноября 1878   | Виктория     | [ 8 ]  |
| и. о.  |                | Сэр Патрик Леонард Макдугалл (1819—1894) англ. Patrick Leonard MacDougall | 19 октября 1878  | 25 ноября 1878   | Виктория     | [ 9 ]  |
| 4      |                | Джон Дуглас Сатерленд Кэмпбелл, маркиз Лорн (1845—1914) англ. John Douglas Sutherland Campbell, Marquess of Lorne                                                                           | 25 ноября 1878   | 23 октября 1883  | Виктория     | [ 10 ] |
| 5      |                | Генри Петти-Фицморис, 5-й маркиз Лансдаун (1845—1927) англ. Henry Petty-FitzMaurice, 5th Marquess of Lansdowne                                                                              | 23 октября 1883  | 11 июня 1888     | Виктория     | [ 11 ] |
| и. о.  |                | Сэр Джон Джонс Росс (1831—1901) англ. John Jones Ross | 26 мая 1888      | 11 июня 1888     | Виктория     | [ 12 ] |
| 6      |                | Фредерик Артур Стэнли, 1-й барон Стэнли, 16-й граф Дерби (1841—1908) англ. Frederick Arthur Stanley, 1st Baron Stanley, 16th Earl of Derby                                                  | 11 июня 1888     | 18 сентября 1893 | Виктория     | [ 13 ] |
| и. о.  |                | Александр Джордж Монтгомери-Мур (1833—1919) англ. Alexander George Montgomery-Moore | 15 июля 1893     | 18 сентября 1893 | Виктория     | [ 14 ] |
| 7      |                | Джон Кэмпбелл Гамильтон-Гордон, 7-й граф Абердин (1847—1934) англ. John Campbell Hamilton-Gordon, 7th Earl of Aberdeen                                                                      | 18 сентября 1893 | 12 ноября 1898   | Виктория     | [ 15 ] |
| 8      |                | Гилберт Джон Эллиот-Мюррей-Кининмонд, 4-й граф Минто (1845—1914) англ. Gilbert John Elliot-Murray-Kynynmound, 4th Earl of Minto                                                             | 12 ноября 1898   | 10 декабря 1904  | Виктория     | [ 16 ] |
| и. о.  |                | Сэр Анри-Эльзеар Ташро (1836—1911) фр. Henri Elzéar Taschereau | 18 ноября 1904   | 10 декабря 1904  | Эдуард VII   | [ 17 ] |
| 9      |                | Альберт Генри Джордж Грей, 4-й граф Грей, 4-й виконт Хоуик, 4-й барон Грей (1851—1917) англ. Albert Henry George Grey, 4th Earl Grey, 4th Viscount Howick, 4th Baron Grey                   | 10 декабря 1904  | 13 октября 1911  | Эдуард VII   | [ 18 ] |
| 10     |                | Артур Уильям Альберт, 1-й герцог Коннаут и Стратерн, 1-й граф Сассекс (1850—1942) англ. Arthur William Albert, 1st Duke of Connaught and of Strathearn, 1st Earl of Essex                   | 13 октября 1911  | 11 ноября 1916   | Георг V      | [ 19 ] |
| и. о.  |                | Сэр Чарльз Фитцпатрик (1851—1942) англ. Charles Fitzpatrick | 11 октября 1916  | 11 ноября 1916   | Георг V      | [ 20 ] |
| 11     |                | Виктор Кристиан Уильям Кавендиш, 9-й герцог Девоншир (1868—1938) англ. Victor Christian William Cavendish, 9th Duke of Devonshire                                                           | 11 ноября 1916   | 11 августа 1921  | Георг V      | [ 21 ] |
| и. о.  |                | Сэр Луис Генри Дэвис (1845—1924) англ. Louis Henry Davies | 19 июля 1921     | 11 августа 1921  | Георг V      | [ 22 ] |
| 12     |                | Джулиан Гедуорт Джордж Бинг, 1-й барон Бинг (1862—1935) англ. Julian Hedworth George Byng, 1st Baron Byng                                                                                   | 11 августа 1921  | 2 октября 1926   | Георг V      | [ 23 ] |
| и. о.  |                | Фрэнсис Александр Энглин (1865—1933) англ. Francis Alexander Anglin | 29 сентября 1926 | 2 октября 1926   | Георг V      | [ 24 ] |
| 13     |                | Фримен Фримен-Томас, виконт Уиллингдон, граф Уиллингдон (1866—1941) англ. Freeman Freeman-Thomas, Viscount Willingdon, Earl of Willingdon                                                   | 2 октября 1926   | 4 апреля 1931    | Георг V      | [ 25 ] |
| и. о.  |                | Фрэнсис Александр Энглин (1865—1933) англ. Francis Alexander Anglin | 16 января 1931   | 4 апреля 1931    | Георг V      | [ 24 ] |
| 14     |                | Вир Брабазон Понсонби, граф Бессборо (1880—1956) англ. Vere Brabazon Ponsonby, Earl of Bessborough                                                                                          | 4 апреля 1931    | 2 ноября 1935    | Георг V      | [ 26 ] |
| и. о.  |                | Сэр Лаймен Пур Дафф (1865—1955) англ. Lyman Poore Duff | 29 сентября 1935 | 2 ноября 1935    | Георг V      | [ 27 ] |
| 15     |                | Джон Бакен, 1-й барон Твидсмур (1875—1940) англ. John Buchan, 1st Baron Tweedsmuir | 2 ноября 1935    | 11 февраля 1940  | Эдуард VIII  | [ 28 ] |
| и. о.  |                | Сэр Лаймен Пур Дафф (1865—1955) англ. Lyman Poore Duff | 11 февраля 1940  | 21 июня 1940     | Георг VI     | [ 27 ] |
| 16     |                | принц Александр Огастес Джордж Кембридж, граф Атлон (1874—1957) англ. Alexander Augustus George Cambridge, Earl of Athlone                                                                  | 21 июня 1940     | 12 апреля 1946   | Георг VI     | [ 29 ] |
| и. о.  |                | Тибодо Ринфрет (1879—1962) фр. Thibaudeau Rinfret | 16 марта 1946    | 12 апреля 1946   | Георг VI     | [ 30 ] |
| 17     |                | Харольд Руперт Леофрик Джордж Александер, виконт Александер (1891—1969) англ. Harold Rupert Leofric George Alexander, Viscount Alexander                                                    | 12 апреля 1946   | 28 января 1952   | Георг VI     | [ 31 ] |
| и. о.  |                | Тибодо Ринфрет (1879—1962) фр. Thibaudeau Rinfret | 28 января 1952   | 28 февраля 1952  | Елизавета II | [ 32 ] |
| 18     |                | Чарльз Винсент Мэсси (1887—1967) англ. Charles Vincent Massey | 28 февраля 1952  | 15 сентября 1959 | Елизавета II | [ 33 ] |
| 19     |                | Жорж-Филеас Ванье (1888—1967) фр. Georges-Philias Vanier | 15 сентября 1959 | 5 марта 1967     | Елизавета II | [ 34 ] |
| и. о.  |                | Робер Ташро (1896—1970) фр. Robert Taschereau | 5 марта 1967     | 17 апреля 1967   | Елизавета II | [ 32 ] |
| 20     |                | Дэниел Роланд Миченер (1900—1991) англ. Daniel Roland Michener | 17 апреля 1967   | 14 января 1974   | Елизавета II | [ 35 ] |
| 21     |                | Жюль Леже (1913—1980) фр. Jules Léger | 14 января 1974   | 22 января 1979   | Елизавета II | [ 36 ] |
| и. о.  |                | Бора Ласкин (1912—1984) англ. Bora Laskin | 2 июля 1974      | 9 декабря 1974   | Елизавета II | [ 37 ] |
| 22     |                | Эдвард Ричард Шрейер (1935—) англ. Edward Richard Schreyer | 22 января 1979   | 14 мая 1984      | Елизавета II | [ 38 ] |
| 23     |                | Жанна-Матильда Сове (1922—1990) фр. Jeanne-Mathilde Sauvé | 14 мая 1984      | 29 января 1990   | Елизавета II | [ 39 ] |
| 24     |                | Рамон Джон Гнатышин (1934—2002) англ. Ramon John Hnatyshyn | 29 января 1990   | 8 февраля 1995   | Елизавета II | [ 40 ] |
| 25     |                | Ромео-Адриен Леблан (1927—2009) фр. Roméo-Adrien LeBlanc | 8 февраля 1995   | 7 октября 1999   | Елизавета II | [ 41 ] |
| 26     |                | Адриенна Луиза Кларксон (1939—) англ. Adrienne-Louise Clarkson | 7 октября 1999   | 27 сентября 2005 | Елизавета II | [ 42 ] |
| 27     |                | Микаэль Жан (1957—) фр. Michaëlle Jean | 27 сентября 2005 | 1 октября 2010   | Елизавета II | [ 43 ] |
| 28     |                | Дэвид Ллойд Джонстон (1941—) англ. David Lloyd Johnston | 1 октября 2010   | 2 октября 2017   | Елизавета II | [ 44 ] |
| 29     |                | Жюли Пейетт (1963—) фр. Julie Payette | 2 октября 2017   | 22 января 2021   | Елизавета II | [ 45 ] |
| и. о.  |                | Ришар Вагнер (1957—) фр. Richard Wagner | 23 января 2021   | 26 июля 2021     | Елизавета II | [ 46 ] |
| 30     |                | Мэри Джинни Мэй Саймон (1947—) англ. Mary Jeannie May Simon | 26 июля 2021     | действующий      | Карл III     | [ 47 ] |